# سيريل زلوبيك
سيريل زلوبيك (بالسلوفينية: Ciril Zlobec)‏‏ (4 يوليو 1925 - 24 أغسطس 2018) هو شاعر وكاتب ومترجم وصحفي وسياسي سابق سلوفيني، يُعرف لقصائده ولديه العديد من المُجلدات الشعرية المنشورة. في عام 1990 أصبح عضوًا في رئاسة سلوفينيا في وقت حرج من أجل استقلال سلوفينيا.
توفيَ في 24 أغسطس 2018.